# 蕪庵
蕪庵（かぶらあん）は、江戸時代半ばから昭和初期まで、約150年間に渡って甲斐国・山梨県で受け継がれた俳諧結社。「蕪庵」という名称は創設者である五味可都里の俳号に因んだものである。
創設者の墓は21世紀現在は鏡中條の長遠寺の境内に移されているが、もともとの墓所は同市の藤田（とうだ）にあり、史跡「五味可都里の墓跡」として南アルプス市の指定文化財となっている。

## 歴史

### 「蕪庵」の創設
甲斐国巨摩郡上教来石村（現・山梨県北杜市白州町）出身の山口素堂は、松尾芭蕉とともに近世における特筆すべき俳人である。甲斐国の俳諧は素堂の門人である山口黒露らによって受け継がれていき、その中には寛保3年（1743年）に巨摩郡藤田村（現・山梨県南アルプス市）に生まれた五味可都里（ごみかつり）がいた。五味可都里は甲斐俳壇の巨頭とされる人物である。
五味可都里の通称は宗蔵または益雄であり、俳号としては草履や可都里を、軒号としては雪亭を用いている。五味可都里はまず尾張国名古屋の加藤暁台に師事し、その後加賀国金沢の高桑闌更に師事して作風を確立させた。五味可都里は甲斐国でも中心的な俳人となり、俳諧結社として「蕪庵」を創設した。五味可都里は名主として農村で生活していたため、自然を詠んだ詩歌が多く、よく農民の生活を表現した。編著に『農おとこ』や『ななしどり』などの句集がある。文化14年（1817年）9月14日、五味可都里は75歳で病没し、巨摩郡鏡中条村（現・山梨県南アルプス市鏡中條）の長遠寺に葬られた。

### 二世 五味蟹守
五味可都里の甥の五味蟹守が蕪庵の二世となった。五味蟹守の通称は五郎左衛門であり、『俳諧古今発句集』や『俳諧文集』などを刊行している。五味蟹守は生前に小尾守彦に蕪庵を譲っており、天保6年（1835年）に70歳で死去した。
五味可都里に師事した蕪庵の門人としては、巨摩郡五町田村（現・山梨県北杜市高根町五町田）出身の馬城がいる。馬城が文化9年（1812年）に没すると、文政2年（1819年）5月には子の万志羅によって馬城追善句集『かれあやめ』（『可礼安夜目』）が刊行された。蕪庵二世の五味蟹守が序文を、蕪庵三世の小尾守彦が跋文を書いている。小林一茶の「しら露の身にも大玉小玉かな」をはじめとして、陸奥国の岩間乙二、江戸の鈴木道彦や桜井蕉雨、京の桜井梅室や成田蒼虬、大阪の菅沼奇渕、信濃国の素壁や若人、伊勢国の徳田椿堂、尾張国の岳輅、三河国の鶴田卓池など、当時の有力な俳人の句が掲載されており、俳諧史上でも重要な句集であるとされる。
南アルプス市鏡中條の長遠寺に可都里の句碑と並んで蟹守の句碑が建てられている。

### 三世 小尾守彦
小野守彦は通称兵之進　寛政3年（1791年）に五町田村に生まれ、里正（後世の庄屋）を務めていた人物である。小野守彦は五味蟹守に師事し、五味蟹守の生前に蕪庵の三世となった。小尾守彦の通称は兵之進や保教であり、俳号として守彦を用いている。小尾守彦は朱子学・漢詩文・古典などに精通しており、私塾を開いて広い範囲から聴講者を集めた。
八ヶ岳南麓の一帯は江戸時代後期に農民に教育と俳語が盛んに行われたことで知られ、五町田村はその文化の中心地であったが、その功績は小尾守彦に因るところが大きいとされる。小尾守彦の時代、蕪庵の門人は百数十人にもなっており、天保5年（1834年）に刊行した『土鳩集』（『つちはと集』）には甲斐国内外から298人もの俳句が掲載されている。『土鳩集』のほかには『人道俗説弁義』、『鳳山詩文稿』、『新編俳諧文集』なども刊行している。小尾守彦の俳風は五味可都里や五味蟹守を継承した蕉風俳諧であり、自然美や農村生活を繊細に詠んだものである。天保15年（1844年）9月4日、清水彦貫らと連歌を行っている最中に突如として息絶え、小尾守彦は53歳で没した。元治元年（1864年）には五町田村に「小尾子孝墓碑銘并序」が建立されている。
朝鮮古陶磁研究者の浅川伯教・朝鮮民芸・陶芸の研究家・評論家の浅川巧兄弟の曽祖父にあたる。

### 四世 清水彦貫
小尾守彦の高弟の清水彦貫が蕪庵の四世となった。清水彦貫の通称は清水五郎であり、俳号として彦貫を用いている。酒造業を営んでいた清水彦貫は人柄もよく、「峡北の行脚問屋」とも呼ばれた。万延2年（1861年）に三世・小野守彦の17回忌（慈明忌）に合わせて追善句集『旭露集』を刊行し、この句集は小野守彦と蕪庵の俳譜活動の全貌を明らかにしたものとして評価される。文久2年（1862年）にはホトトギスという語句を200通り以上に書き分けた『千羽集』を刊行している。
芭蕉を讃え、忠興寺（北杜市大泉町西井出 古林地内 建物は現存せず）に門人たちと芭蕉の句碑を建て、裏面に自分の詠んだ句を刻んでいる。

### 五世　植松田彦
通称を植松俊右衛門といい、三世守彦の次男である。このころ回文形式の句が流行し、田彦による句碑が北杜市高根町村山西割に現存する。
浅川伯教・浅川巧兄弟の大叔父にあたり、巧の名付け親である。

### 六世　小尾四友
通称小尾伝右衛門。江戸時代には五町田村の名主をつとめ、年貢を納める折りなどは村役としてしばしば江戸に上っていた。江戸では蔵前に滞在することが多く、滞在中に江戸の文化を多く見聞したといわれている。蕪庵の六世として、俳諧のほか茶道・挿し花（生け花）・焼き物などを楽しんでいた。浅川伯教・浅川巧兄弟の祖父にあたり、「清貧で、温情・公平無私の人」と巧は表現している。

### 七世　雨山無畏[19]
通称雨山朴順。信濃国水内郡中越村（現・長野県長野市中越）の宮下喜左衛門の五男として出生。1848年（弘化5年）4月に13歳で小県郡腰越村（現・長野県上田市腰越）金芳院住職恵朴に就いて得度。以後、1855年（安政2年）まで埴科郡松代町（現・長野県長野市松代町）長国寺住職の覚厳に学び、1859年（安政6年）に小県郡祢津村（現・長野県東御市）定津院住職の全量のもとで立職する。1870年（明治3年）3月から1884年（明治17年）12月まで泉龍寺住職を務めた。
俳諧に秀で、1899年（明治32年）1月12日に宗匠の地位を譲られる。1900年（明治33年）、信濃に旅行し、紀行文『信濃旅行』に47句を掲載。1902年（明治35年）、蕪庵門人たちの俳諧集・千年の翠の出版を計画、草稿のみを残したが、孫の雨山千尋が佐藤禅光住職の協力を得て1985年（昭和60年）に刊行した。

### 八世　浅川荊州
通称は浅川暦蔵で、六世四友の次男である。 荊州の死亡（1932年（昭和7年）)により蕪庵は途絶えた。
浅川伯教・浅川巧兄弟の叔父にあたる。。

## 歴代宗匠
※年は生没年
- 一世：五味可都里（1743年（寛保3年） - 1817年（文化14年）藤田村（現・南アルプス市若草町）
- 二世：五味蟹守（1762年（宝歴12年） - 1835年（天保6年）藤田村（現・南アルプス市若草町）
- 三世：小尾守彦（1792年（寛政4年） - 1844年（天保15年）五町田（現・北杜市高根町）
- 四世：清水彦貫（1808年（文化5年） - 1871年（明治4年）五町田（現・北杜市高根町）
- 五世：植松田彦（1818年（文政元年）- 1893年（明治26年）村山西割（現・北杜市高根町）
- 六世：小尾四友（1827年（文政10年）- 1901年（明治34年）五町田（現・北杜市高根町）
- 七世：雨山無畏（1838年（天保9年）- 1904年（明治37年）熱見村（現・北杜市高根町）
- 八世：浅川荊州（1864年（元治元年）- 1932年（昭和7年）五町田（現・北杜市高根町）

## 関係人物
- 浅川伯教・浅川巧兄弟 - 蕪庵の宗匠・伝右衛門（六世小尾四友）の孫。朝鮮陶磁を調査研究し、日本に伝えた[21]。

## 句碑

浅間神社(北杜市)にある三世守彦の句碑
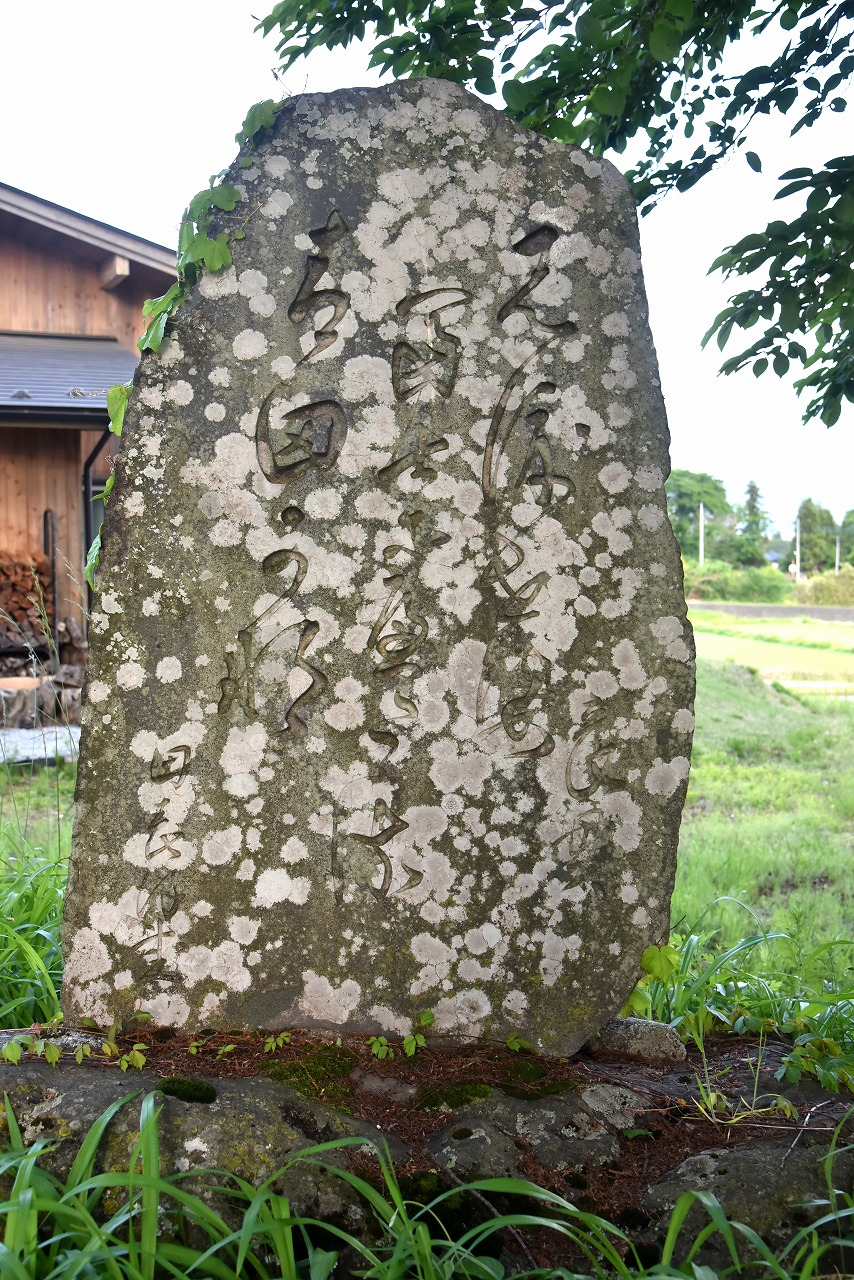
浅間神社(北杜市)にある四世彦貫の句碑
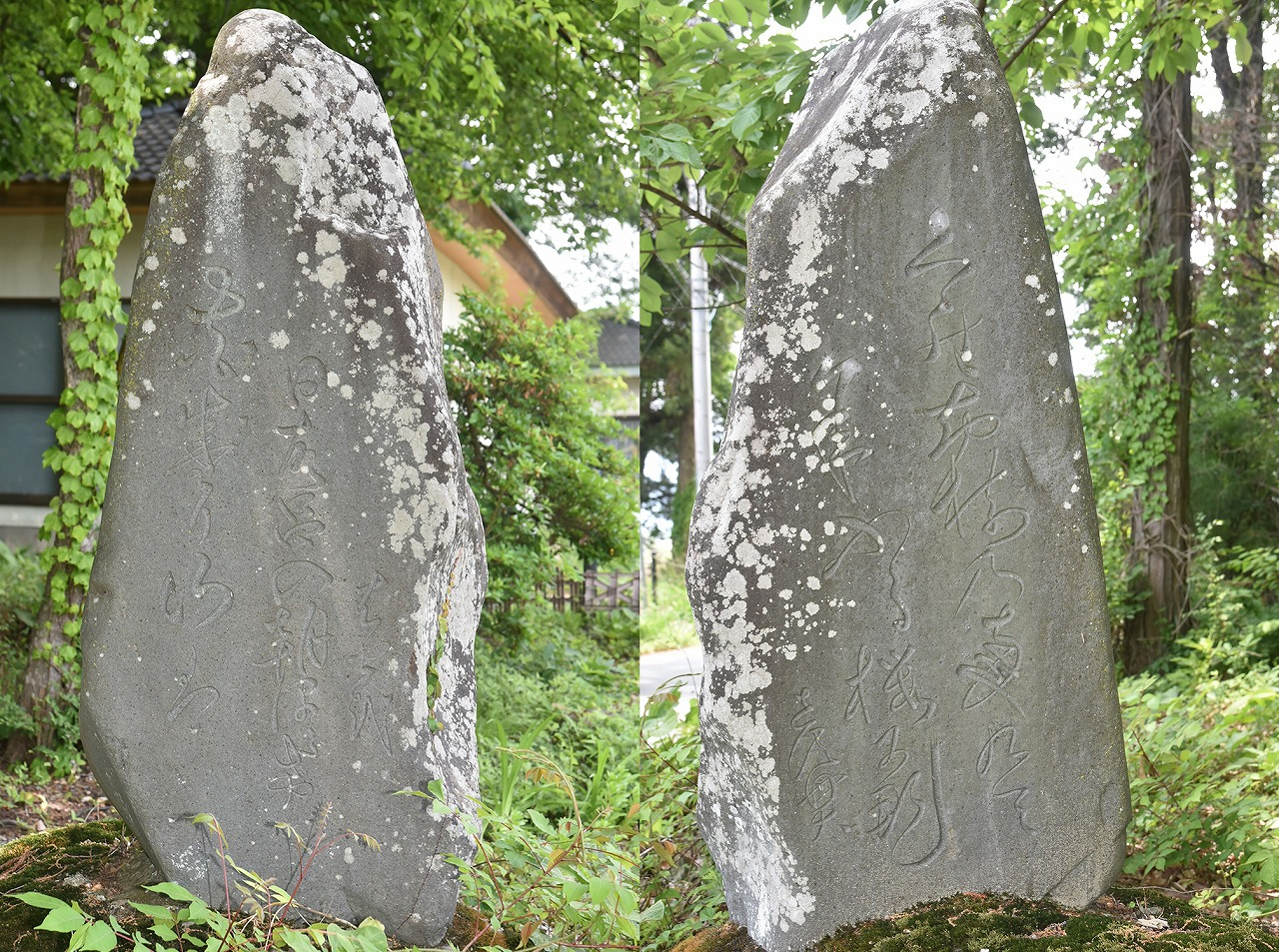
四世彦貫と門人建立の句碑　表面（左）には芭蕉の句、裏面（右）には彦貫の句が刻まれている。忠興寺（北杜市）境内に建立されたが、工場建設のため現在地に移設されている。
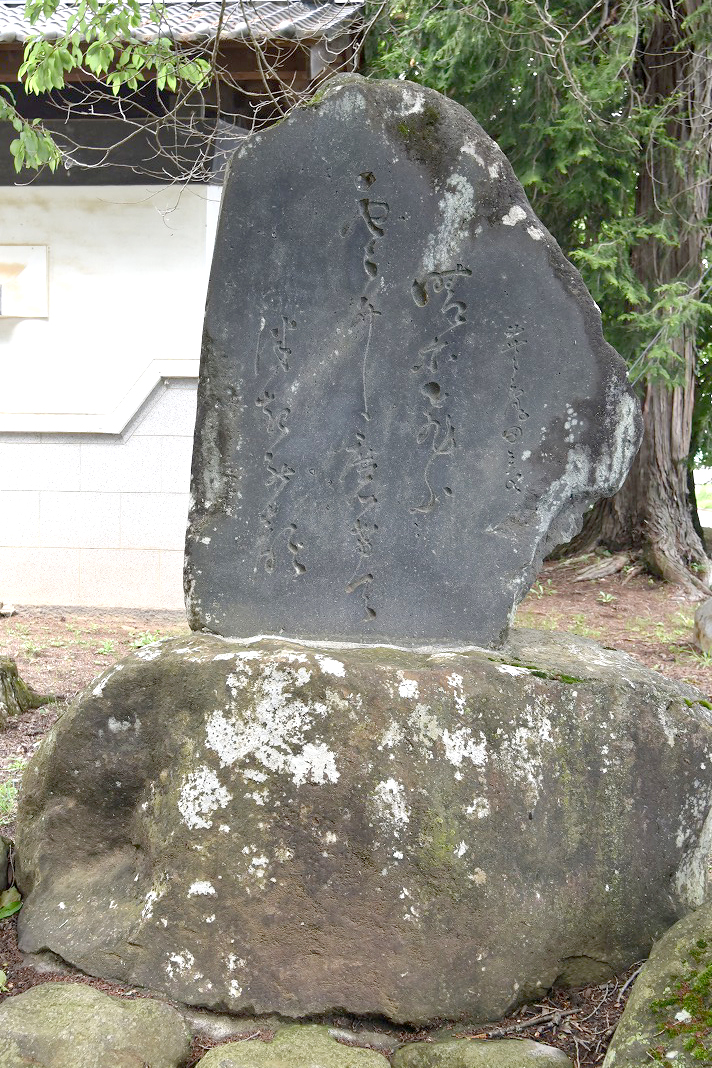
熱那神社（北杜市）にある五世田彦の句碑
北杜市高根町村山西割の権現さんにある五世田彦の回文句碑
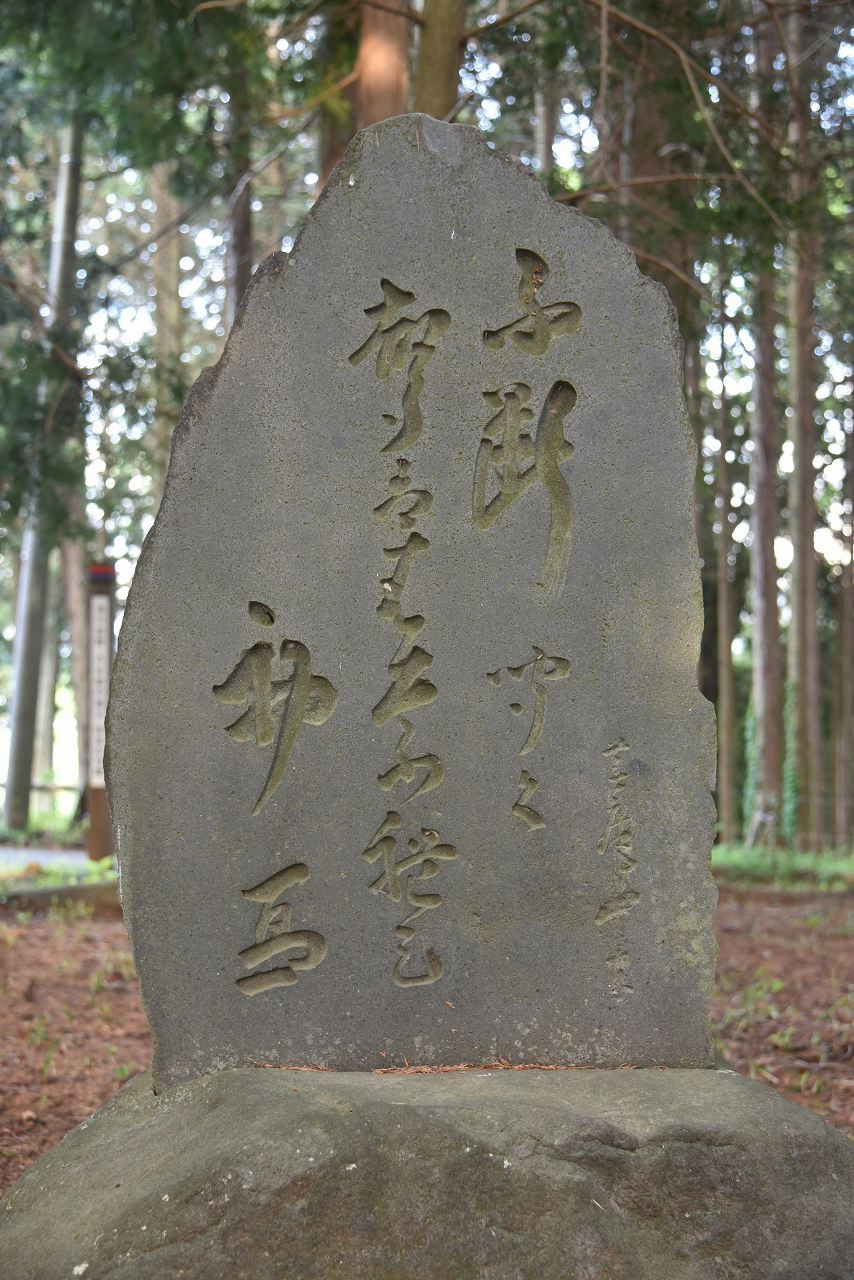
熱田神社（北杜市）にある六世四友の句碑
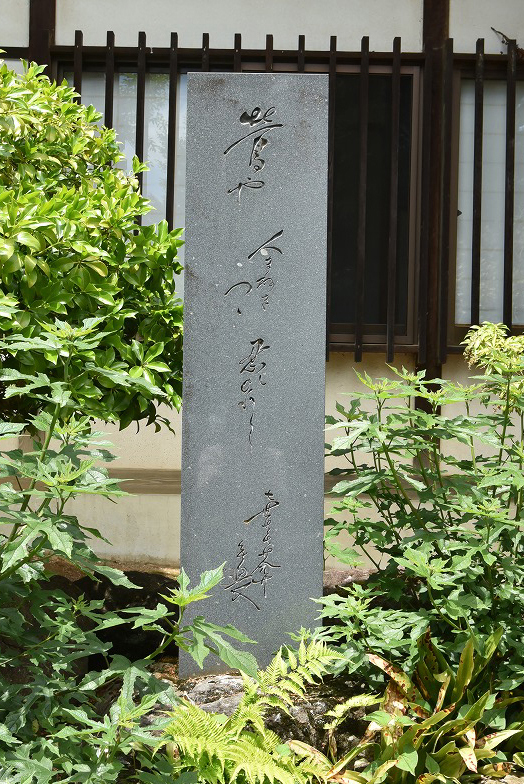
泉龍寺（北杜市）にある七世無畏の句碑